# یواس‌اس رایت (ای‌وی-۱)
یواس‌اس رایت (ای‌وی-۱) (به انگلیسی: USS Wright (AV-1)) یک کشتی بود که طول آن ۴۴۸ فوت (۱۳۷ متر) بود. این کشتی در سال ۱۹۲۰ ساخته شد.